# Boschi di San Mauro Castelverde
Boschi di San Mauro Castelverde este o arie protejată (arie specială de conservare — SAC, sit de importanță comunitară — SCI) din Italia întinsă pe o suprafață de 3.559 ha, integral pe uscat.

## Localizare
Centrul sitului Boschi di San Mauro Castelverde este situat la coordonatele 37°56′19″N 14°11′21″E / 37.938611°N 14.189167°E.

## Înființare
Situl Boschi di San Mauro Castelverde a fost declarat sit de importanță comunitară în septembrie 1995 pentru a proteja 45 de specii de animale. Situl a fost protejat și ca arie specială de conservare în decembrie 2015.

## Biodiversitate
Situată în ecoregiunea mediteraneană, aria protejată conține 13 habitate naturale: Pante stâncoase calcaroase cu vegetație casmofită, Râuri mediteraneene cu debit intermitent, cu specii de Paspalo-Agrostidion, Fânețe de joasă altitudine (Alopecurus pratensis, Sanguisorba officinalis), Tufărișuri termo-mediteraneene și de pre-deșert, Lacuri eutrofice naturale cu vegetație de tip Magnopotamion sau Hydrocharition, Păduri de Quercus suber, Pseudostepă cu ierburi și specii anuale de Thero-Brachypodietea, Păduri de stejar alb estice, Păduri de Quercus ilex și Quercus rotundifolia, Galerii și tufărișuri riverane sudice (Nerio-Tamaricetea și Securinegion tinctoriae), Păduri de Castanea sativa, Grohotișuri termofile și vest-mediteraneene, Galerii de Salix alba și de Populus alba.
La baza desemnării sitului se află mai multe specii protejate:
- păsări (43): ciocârlie-de-câmp (Alauda arvensis), pescăruș albastru (Alcedo atthis), Alectoris graeca whitakeri, lăstunul mare (Apus apus), Apus pallidus, acvilă de munte (Aquila chrysaetos), caprimulg (Caprimulgus europaeus),  prundaș gulerat mic (Charadrius dubius), mierla de apă (Cinclus cinclus), prepeliță (Coturnix coturnix), cuc (Cuculus canorus), lăstun de casă (Delichon urbicum), măcăleandru (Erithacus rubecula), muscar negru (Ficedula hypoleuca), cinteză (Fringilla coelebs), rândunică (Hirundo rustica), capîntortură (Jynx torquilla), sfrâncioc cu cap roșu (Lanius senator), ciocârlie de pădure (Lullula arborea), privighetoare (Luscinia megarhynchos), prigoare (Merops apiaster), gaia neagră (Milvus migrans), gaia roșie (Milvus milvus), mierlă de piatră (Monticola saxatilis), codobatură galbenă (Motacilla alba), codobatură de munte (Motacilla cinerea), muscar sur (Muscicapa striata), vultur egiptean (Neophron percnopterus), pietrar sur (Oenanthe oenanthe), grangur (Oriolus oriolus), codroș de munte (Phoenicurus ochruros), codroșul de pădure (Phoenicurus phoenicurus), sitar de pădure (Scolopax rusticola), turturică (Streptopelia turtur), silvie cu cap negru (Sylvia atricapilla), Sylvia conspicillata, silvie de tufiș (Sylvia undata), corcodel mic (Tachybaptus ruficollis), Tachymarptis melba, sturz-cântător (Turdus philomelos), sturz (Turdus pilaris), sturzul de vâsc (Turdus viscivorus), pupăză (Upupa epops)
- reptile (2): Emys trinacris, țestoasă bănățeană (Testudo hermanni)

Pe lângă speciile protejate, pe teritoriul sitului au mai fost identificate 62 de specii de plante, 37 de specii de păsări, 5 specii de amfibieni, 14 specii de mamifere, 11 specii de nevertebrate, 11 specii de reptile.